# Macrocneme chrysitis
Macrocneme chrysitis is een beervlinder uit de familie van de spinneruilen (Erebidae). De wetenschappelijke naam van de soort is voor het eerst geldig gepubliceerd in 1843 door Guérin-Meneville.